# Chiến dịch Chenla I
Chiến dịch Chenla I (nghĩa là Chiến dịch Chân Lạp I) là một chiến dịch quân sự trong Chiến tranh Việt Nam ở Campuchia. Quân lực Quốc gia Khmer (FANK) đã phát động chiến dịch này vào cuối tháng 8 năm 1970 với sự hỗ trợ không giới hạn từ lục quân và không quân Quân lực Việt Nam Cộng hòa. Chiến dịch chấm dứt vào tháng 2 năm 1971, sau khi Bộ Tư lệnh cấp cao Cộng hòa Khmer đã quyết định rút một số đơn vị từ Tang Kauk về bảo vệ thủ đô Phnôm Pênh sau khi căn cứ không quân Pochentong bị tấn công. Mục tiêu của chiến dịch này là nối lại Skoun và Kompong Cham cùng tuyến quốc lộ 7 đã nhiều lần bị lực lượng Cộng sản tấn công.

## Diễn biến
Ban đầu chiến dịch được tiến hành đúng theo kế hoạch. Tang Kauk được tái chiếm vào đầu tháng 9 một cách dễ dàng. Quân đội Campuchia đã giúp người tị nạn tái định cư và thiết lập lực lượng tự vệ địa phương. Phản ứng lại chiến dịch Chenla I, Quân đội Nhân dân Việt Nam và Quân Giải phóng miền Nam Việt Nam đã phát động một loạt các cuộc tấn công vào các vị trí trên tuyến quốc lộ 7 ở Campuchia, khu vực xung quanh Kompong Cham và Prey Totung đều chìm trong những trận chiến khốc liệt vào các tháng cuối năm 1970. Là kết quả của áp lực từ Sư đoàn 9 Quân giải phóng miền Nam Việt Nam. Quân Quốc gia Khmer không thể tiến ra ngoài Tang Kauk. Quân lực Việt Nam Cộng hòa đã tham gia chiến dịch này từ phía đông sông Mê Kông vào tháng 12, cho phép quân Quốc gia Khmer mở lại tuyến quốc lộ 7 mà không cần chạm trán quân đối phương.
Vào đêm 21 tháng 1 năm 1971, một lực lượng khoảng 100 lính đặc công Bắc Việt được trang bị chất nổ và súng phóng tên lửa tấn công vào căn cứ không quân Pochentong. Khu vực xung quanh Pochentong cũng bị tấn công. Trước nguy cơ này, Tổng thống Cộng hòa Khmer Lon Nol đã mở rộng tình trạng khẩn cấp quốc gia thêm 6 tháng khi tái triển khai các đơn vị Campuchia từ Tang Kauk để bảo vệ thủ đô Phnôm Pênh, thực tế đã chấm dứt chiến dịch Chenla I.

## Kết quả
Mặc dù gặp thuận lợi ban đầu thế nhưng Quân đội Quốc gia Khmer chỉ đạt được thành công chiến lược hạn chế, Quân đội Nhân dân Việt Nam và Quân Giải phóng vẫn còn kiểm soát một phần lớn lãnh thổ bên ngoài Phnôm Pênh. Cuộc tấn công vào sân bay Pochentong trong đêm 21 tháng 1 gần như quét sạch toàn bộ lực lượng không quân Campuchia, phá hủy tất cả các máy bay chiến đấu tại đây. Riêng Lon Nol thì được sơ tán bằng máy bay của Mỹ để điều trị tại Bệnh viện đa khoa Tripler sau khi bị một cơn đột quỵ nghiêm trọng. 